# Beaux
 Beaux  es una población y comuna francesa, situada en la región de Auvernia-Ródano-Alpes, departamento de Alto Loira, en el distrito de Yssingeaux y cantón de Yssingeaux.

## Demografía
| 647 | 659 | 656 | 670 | 640 | 646 |
| Para los censos de 1962 a 1999 la población legal corresponde a la población sin duplicidades (Fuente: INSEE [Consultar]) |     |     |     |     |     |